# کنراد ای. نرویگ
کنراد ای. نرویگ (انگلیسی: Conrad Albinus Nervig؛ ۲۴ ژوئن ۱۸۸۹ – ۲۶ نوامبر ۱۹۸۰) یک تدوین‌گر اهل ایالات متحده آمریکا بود.

## فیلمشناسی
- بازیگر زن (فیلم ۱۹۲۸) (۱۹۲۸)
- باد (فیلم ۱۹۲۸) (۱۹۳۱)
- پسر هند (فیلم ۱۹۳۱) (۱۹۳۱)
- گاردزمن (۱۹۳۱)
- اسکیمو (فیلم) (۱۹۳۴)
- داستان دو شهر (۱۹۳۵)
- و یکی زیبا بود (۱۹۴۰)
- کمدی انسانی (۱۹۴۳)
- اعمال خشونت (۱۹۴۸)
- هیچ چیز بجز دردسر (۱۹۴۵)
- شجاعت لسی (۱۹۴۶)
- عمل خشونت (فیلم) (۱۹۴۹)
- راهروی شیطان (۱۹۵۰)
- معادن شاه سلیمان (۱۹۵۰)
- بد و زیبا (۱۹۵۳)